# أليخاندرو فاسكيز
أليخاندرو فاسكيز (بالإسبانية: Alejandro Vásquez)‏ هو مدرب كرة قدم ولاعب كرة قدم تشيلي في مركز الوسط، ولد في 5 يونيو 1984 في سانتياغو في تشيلي. لعب مع أوداكس إيتاليانو وإيفرتون دي فينا ديل مار وكولو-كولو ولاسيرينا ونادي أوهيجينس.

## وصلات خارجية
- أليخاندرو فاسكيز على موقع Soccerway.com (الإنجليزية)
- أليخاندرو فاسكيز على موقع AS.com (الإسبانية)